# Filmszínház

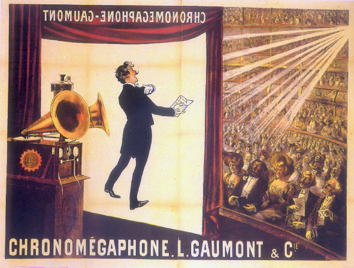

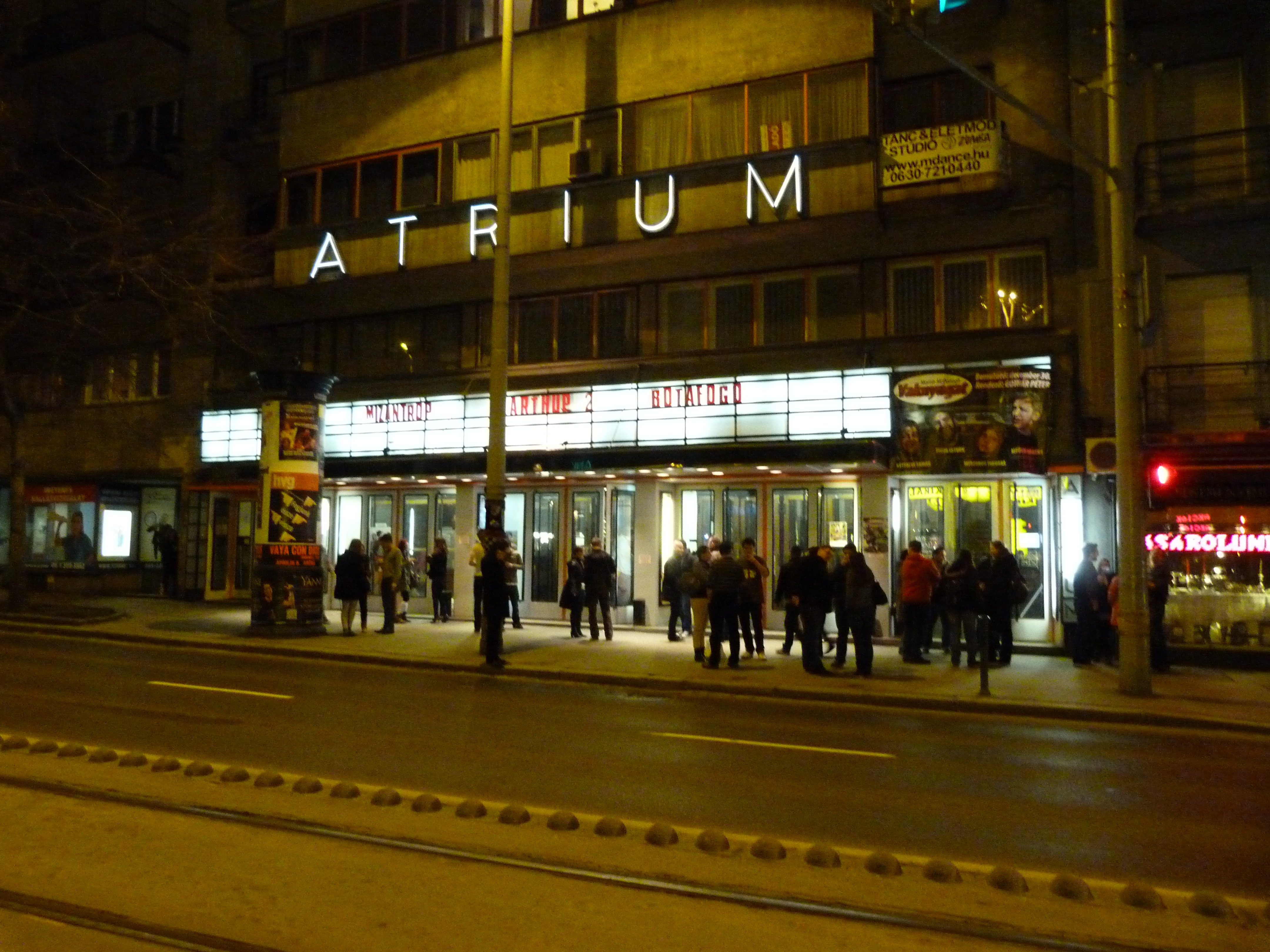
Az Átrium Filmszínház

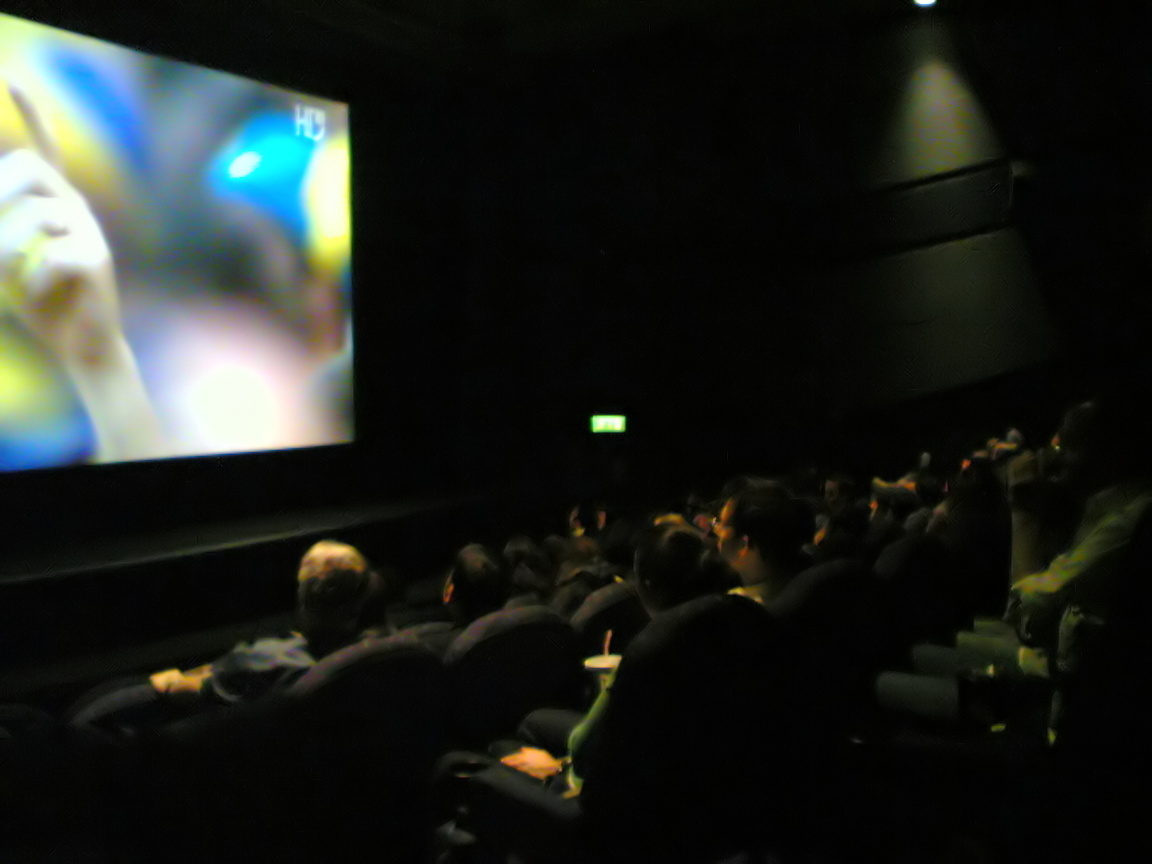

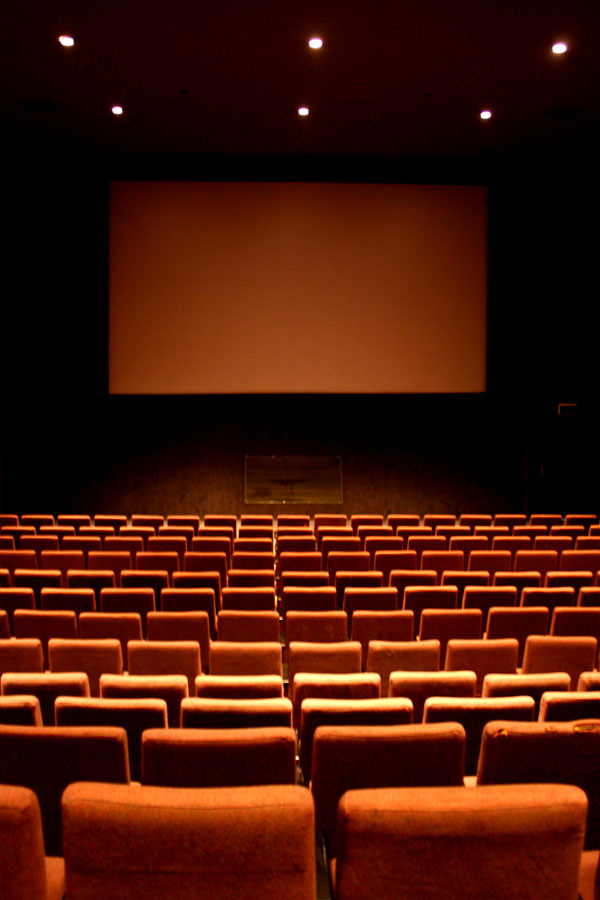
Egy ausztrál mozi belső tere a széksorokkal és a vetítővászonnal

„Egy centiméter igazi költészet

És háromezer méter butaság.”

– Heltai Jenő: Mozi

A filmszínház (vagy közkeletűbb nevén mozi) olyan helyszín, amely filmek nyilvános, nagyobb közönség előtti vetítésére alkalmas.  Többnyire egy épületen belül lévő termek csoportja vagy különálló épület, ritkábban szabadtéri mozi vagy egyszerűen szabadon álló vetítővászon, kivetítő. A többnyire homorúan emelkedő padlóra rögzített vagy mobil széksorokon, esetleg erkélyen helyet foglaló közönséggel szemben található a hatalmas vetítővászon, erre vetíti a vetítőgép a befűzött kópia képsorait. A 2000-es évektől egyre szélesebb körben terjed a digitális mozitechnika, amely szükségtelenné teszi a film fizikai forgalmazását-kezelését és így megoldást nyújt a kópiahiányra is.
A filmszínházakat jellemzően szolgáltatóipari vállalkozásként üzemeltetik, azaz a közönség mozijegy vásárlása ellenében tekintheti meg a kiválasztott filmet. Egy részük jól körülhatárolható közönséget céloz meg üzletpolitikájával és ennek megfelelően alakítja a vetített filmek műsorrendjét (premier- és utánjátszó mozik, művészfilmeket vetítő artmozik, örökzöldeket játszó nosztalgiamozik, pornómozik stb.). Speciális filmszínháztípusok a panorámavetítőivel a kupolája belső palástjára ismeretterjesztő, főleg csillagászati filmeket vetítő planetárium; az IMAX rendszerű térhatású filmek vetítésére alkalmas 3D-mozi; a szabadtéri autósmozi, ahol a nézők autóikban ülve kísérhetik figyelemmel a filmet; a szervezeti, céges vagy magánüzemeltetésű, ingyenes vetítőtermek, filmklubok; emellett a hagyományos televíziózásnál magasabb szintű technikai környezetre, audio- és videorendszerre utal a házi mozirendszer megnevezés is.

## Történelme

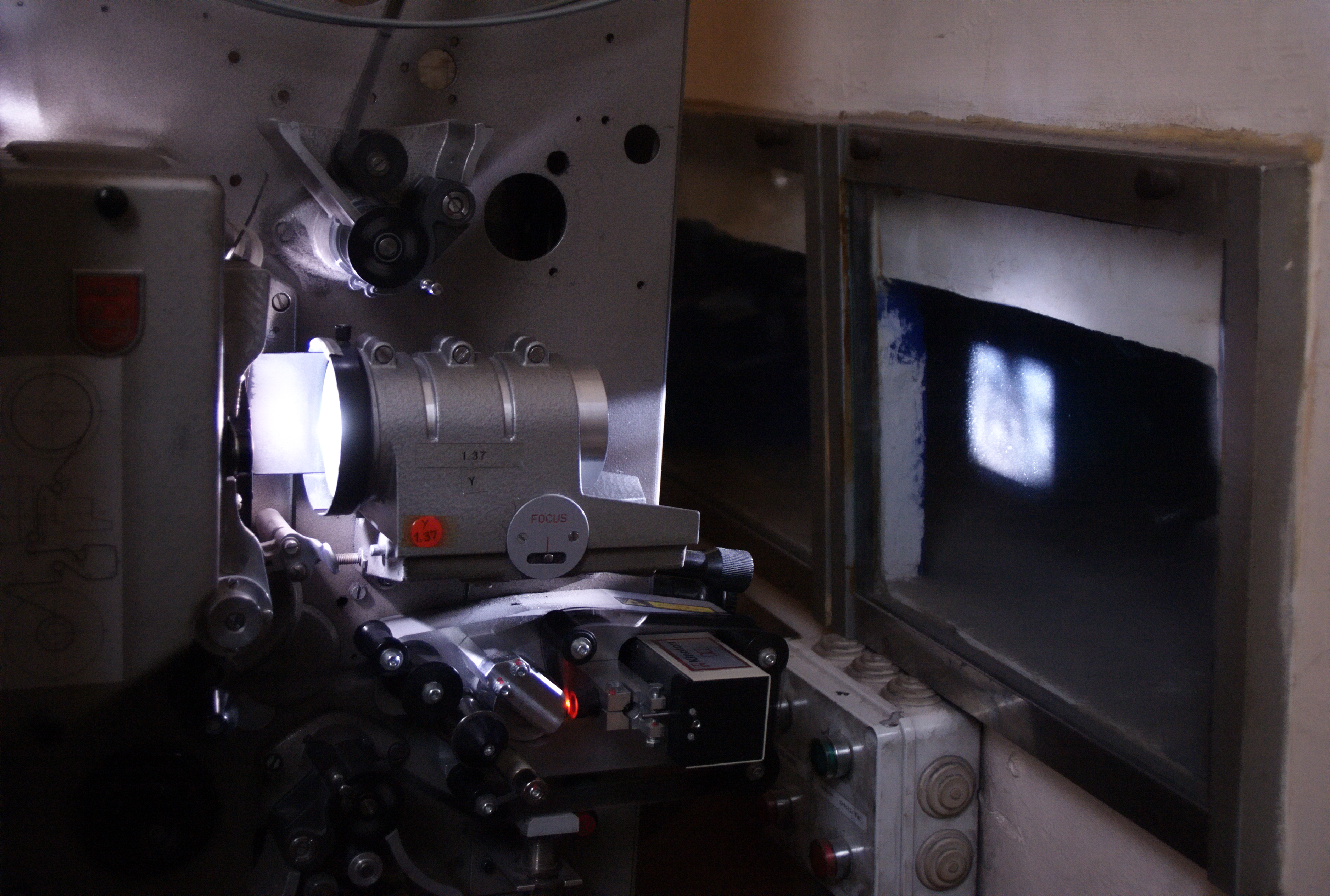
35 mm-es vetítőgép

A film feltalálásának hajnalán a tekercseket alkalmi vetítőtermekben, cirkuszi sátrakban mutatták be a közönségnek. Noha az első, egy üzlethelyiségből kifejezetten filmvetítés céljaira kialakított filmszínház, a Vitascope Hall 1896. június 26-án nyílt meg az amerikai New Orleansban, majd az Edison’s Vitascope Theater Buffalóban ugyanazon év október 19-én, több évnek el kellett telnie, hogy az úttörő példát követve tömegesen nyíljanak meg a filmszínházak. Az Egyesült Államokban az 1910-es években szökött fel a moziépítési láz, s az 1914-ben New Yorkban megnyílt filmszínházpalota, a Mark Strand Theater mintáján sajátos filmszínház-építészeti stílusjegyek alakultak ki. A világ többi részén az alapvető funkcionális és szerkezeti jegyeket leginkább a színházépítészet határozta meg, azaz a filmszínházak utánozták a kőszínházakat, bár a 20. század második felére a moziépítészet mindinkább leegyszerűsödött.
Az elkövetkező évtizedekben, ahogy a filmek és a filmszínházak mind népszerűbbé váltak a közönség körében, s a tömegtermeléssé váló filmgyártás is egyre inkább képes volt a keresletet kielégíteni, sorra alakultak a mozihálózatok és nyíltak a filmszínházak. A házi VHS videotechnika és a kábeltelevíziózás 1980-as évekbeli, az 1990-es évektől pedig a digitális DVD-technika széles körű elterjedése, valamint az ezek kapcsán burjánzó filmkalózkodás visszavetette a filmszínházak népszerűségét. Világszerte bezártak a kisebb települések filmszínházai, az egy-két termes kis mozik. A moziipar a több és nagyobb vetítőtermet magukban foglaló filmszínházak, a technikailag korszerű video- és hangtechnika telepítésében vélte megtalálni a túlélés esélyét, de a kalózkodás, és az otthoni mozizás kényelme és az egyre jobb házimozirendszerek továbbra is a gazdaságos filmszínház-üzemeltetés útjában álló tényezők maradtak. Ezzel kezdetét vette a multiplex és megaplex mozik elterjedése, amelyek igényesen kialakított előcsarnokában különösen nagy hangsúlyt kapnak a járulékos kereskedelmi tevékenységek (üdítő- és pattogatottkukorica-árulás, dévédéüzlet vagy -kölcsönző stb.).
A környezetbarát világlátás eredményeképp egy angol moziban átalakították a nézőteret és székek helyett szobakerékpárokon ülnek a nézők és ők állítják elő a mozi működéséhez szükséges energiát.

## Magyarországi filmszínházak

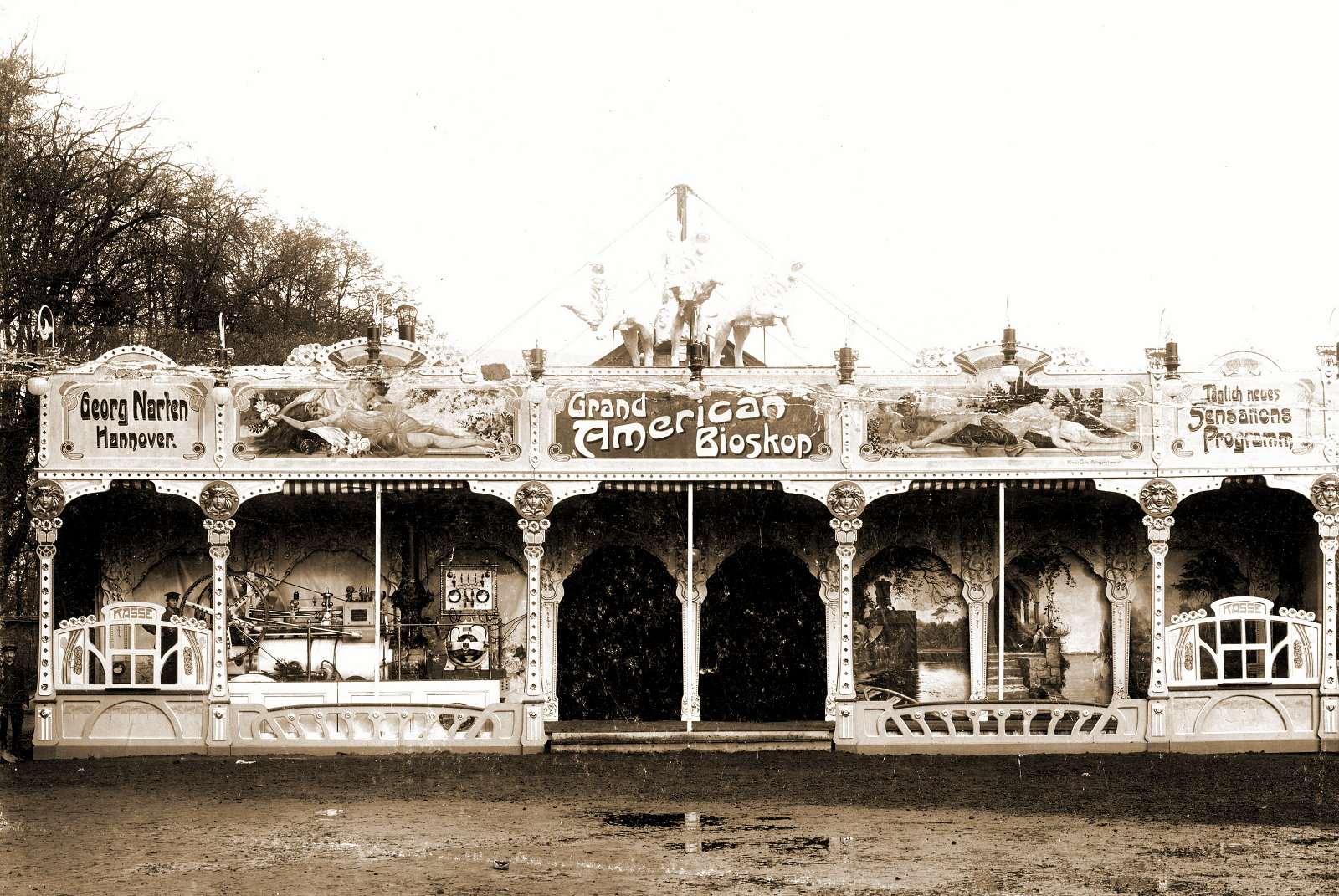
Grand American Bioskop, Bomba (ma Batthyány) tér, 1902

## A filmszínházak kulturális jelentősége

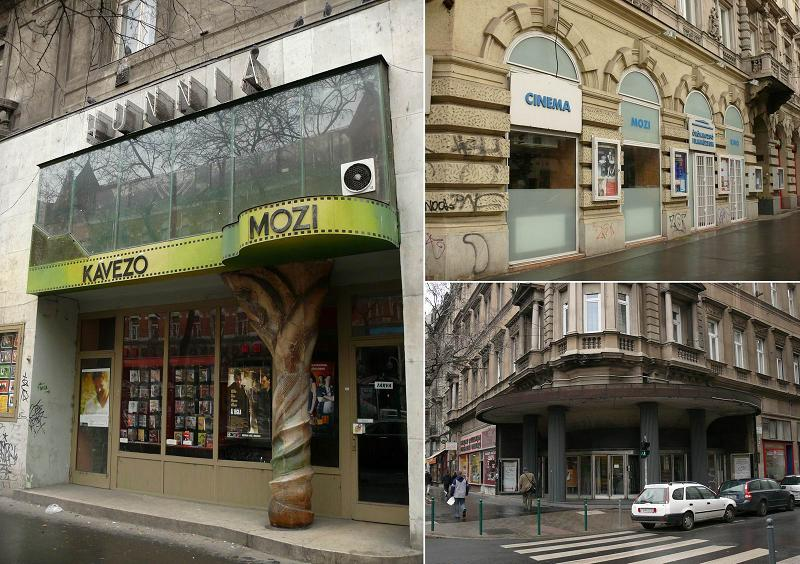
Budapesti Erzsébet körúti mozik: Örökmozgó és a már bezárt Hunnia és Horizont

...Nincs ottan hangosfilm, csak zongora,
És szól a Liszt rapszódia,
És csókolódzik minden ember fia.

Hallod-e Rozika te,
Gyerünk a moziba be,
Tudok egy olyan mozit, hogy valami csuda...
A filmszínház a televízió elterjedéséig a közéleti, tudományos, kulturális hírek egyik legfontosabb forrása volt. A filmhíradók, a filmek jóval szélesebb rétegekhez jutottak el, mint a nyomtatott sajtó hírei. A mozi nemcsak a szórakozás egyik eszköze, de közkedvelt találkozóhely, a társadalmi érintkezés helyszíne is lett.

## A mozi szó eredete
A magyar mozi szó Heltai Jenőtől származik, a nehézkes mozgófénykép szó átalakításával (ill. sokáig rövidítve csak "mozgó"-ként emlegették a filmszínházakat). Heltai egyébként tulajdonosa, és művészeti igazgatója is volt az egyik leghíresebb magyar filmgyártó cégnek, az ASTRA-nak.
S mert a Berta, s mert a Berta nagy liba,
Hát elment a mozi-mozi-mozi-moziba.
(Heltai: Dal a moziról – refrén)
Újabban a mozi szót gyakran "film"/"mozifilm" értelemben is használják.